# Ministerio de Servicios Civiles
El Ministerio de Servicios Civiles (式部省, Shikibu-shō) es una división del gobierno de la Corte Imperial de Kioto en el siglo XX. Establecido durante el período Asuka y formalizado durante el período Heian, el ministerio se reemplazó durante la era Meiji.

## Visión general
Esta parte de la burocracia se ha denominado de varias maneras como el "Ministerio de Servicios Civiles", el "Ministerio de Dirección Legislativa e Instrucción Pública" y el "Ministerio de Administración Civil" o "Ministerio de Ritos".
Las actividades del ministerio incluían el mantenimiento de listas de funcionarios públicos, el control de los nombramientos en las oficinas y los rangos (de tercera categoría y más) y los funcionarios en el Palacio Imperial, y la administración de recompensas por el servicio. El ministerio también es un organismo administrativo para escuelas y exámenes civiles, pensiones y donaciones. El ministerio era responsable de mantener las prioridades de los diversos funcionarios en el momento de las ocasiones de felicitación y festivales.
Este ministerio recogía y mantenía archivos biográficos de temas merecedores.

## Historia
En el 758, este ministerio pasó a llamarse Mombushō. El nombre original se restauró en el 764 y permaneció sin cambios hasta que el sistema ritsuryō se abandonó durante la era Meiji.
En el período Edo, los títulos asociados con Shikibu-shō, como Shikibu-dayū, son en gran parte ceremoniales y pueden ser usados por no-kuge, como el daimyō.

## Jerarquía
La jerarquía judicial creó un Ministerio de Servicios Civiles (式部省, Shikibu-shō) también llamado "Ministerio de Dirección Legislativa y Educación Pública". Este ministerio recogía y mantenía los archivos biográficos de sujetos merecedores. Entre los oficiales oficiales importantes del daijō-kan dentro de esta estructura de ministerio se encontraban:
- Administrador Principal del Ministerio de Servicio Civil (式部卿, Shikibu-kyō),[7] también conocido como Ministro Principal de Educación Pública. Esta función generalmente la tenía un hijo o un pariente cercano del emperador. Había siete jueces que ayudaban directamente a este tribunal.[8]

- Presidente del Tribunal Supremo (式部大輔, Shikibu-taifu).
  - Primer juez asociado (式部少輔, Shikibu-no-shō).
  - Segundo juez asociado (式部大丞, Shikibu-no-dai-shō), dos posiciones.
  - Tercer juez asociado (式部少丞, Shikibu-no-shō-shō), dos posiciones.
  - Árbitros alternos (式部録, Shikibu-no-sakan), dos posiciones, una superior a la otra.
    - Sustituto de árbitro principal (式部大録, Shikibu-no-dai-sakan).
    - Árbitro secundario sustituto (式部少録, Shikibu-no-shō-sakan).

- Jefe de expertos en educación (大学頭, Daigaku-no-kami).
- Expertos principales en la historia de China y Japón (紀伝博士, Kiden-hakase).
- Expertos en jefe de obras clásicas chinas (明経博士, Myōgyō-hakase).
- Expertos principales en la jurisprudencia de Japón y China (明法博士, Myōbō-hakase).
- Expertos en Matemáticas (算博士, San-hakase).
- Jefe calígrafo de la corte (文章博士, Monjō-hakase). Había muchos calígrafos copistas trabajando bajo la dirección del calígrafo jefe.
  - Primer asistente del calígrafo jefe de la corte (助教, Jokyō).
- Instructores de literatura japonesa y china (直講, Chok'kō), dos posiciones.
- Instructores en pronunciación de palabras (音博士, On-hakase), dos posiciones.
- Instructores de caligrafía (書博士, Sho-hakase), dos posiciones.[8]